# Фини, Джордж
Джордж Фи́ни (англ. George Feeney; родился 19 января 2008, Ньюпорт) — британский футболист, нападающий молодёжной команды английского клуба «Тоттенхэм Хотспур».

## Клубная карьера
Родился в Ньюпорте (Уэльс), учился в школе в Белфасте (Северная Ирландия). Присоединился к футбольной академии клуба «Гленторан». В возрасте 14 лет стал автором самого быстрого гола в истории Суперкубка NI, забив на 15-й секунде матче между юношескими командами «Гленторана» и «Баллимина Юнайтед».
9 сентября 2023 года дебютировал в Премьершипе Северной Ирландии в матче против «Ньюри Сити».
4 июля 2024 года перешёл в английский клуб «Тоттенхэм Хотспур».

## Карьера в сборной
Родился в Уэльсе, как и его дед, однако его отец родился в Северной Ирландии. В 2023 году сыграл за сборные Северной Ирландии до 16 и до 17 лет, однако в 2024 году решил выступать за Уэльс.